# Манастир Завидинце
Манастир Завидинце или "Манастир Светог Ђорђа "- Завидинце  припада Епархији нишкој Српске православне цркве. Налази се у истоименом селу на територији општине Бабушница.

## Историја
Манастир је посвећен Светом великомученику Георгију, а познат је у народу и као манастир Светог пророка Илије. Према неким подацима овај је манастир подигнут 1367. године и задужбина је браће Мрњавчевића. У манастиру се налази извор лековите воде за који се верује да помаже „за вид”, по којој је село добило име, а поред манастирског храма налази се дуд-запис стар преко 700 година. О историји манастира нема никаквих података.
Данашњи је манастирска црква је новијег датума и највероватније је подигнут на темељима старог.
Храм је 2012. године потпуно обновљен и живописан.

## Галерија
Манастир 2020. године
- Капија
- Надстрешница
- Поглед иза зида
- Чесма
- Конак у изградњи
- Поглед на компекс
- Звоник
- Манастирска црква поглед са стране

Манастир 2024. године
- Чесма на улазу
- Олтар
- Помоћна зградица
- Надстрешница
- Конак
- Део дворишта између цркве и конака.